# Wojna polsko-szwedzka (1621–1626)
Wojna polsko-szwedzka (1621–1626) – była kontynuacją wojen polsko-szwedzkich 1600–1611 i 1617–1618, stanowiącą próbę wykorzystania przez Szwecję zaangażowania Rzeczypospolitej w wojnie z Turcją.

## Wstęp
Syn i następca Karola IX, Gustaw Adolf wciąż uważany był w Europie za uzurpatora korony, która prawnie należała się Zygmuntowi III Wazie. Trudno było w takiej sytuacji o stabilizację stosunków wewnętrznych w królestwie Szwecji. Utrzymanie tronu w swych rękach Gustaw Adolf w ogromnym stopniu zawdzięczał niezwykle uzdolnionemu politykowi Axelowi Oxenstiernie, który stał się najbliższym współpracownikiem młodego króla. Jednak aby ostatecznie zapewnić sobie panowanie, należało zmusić Zygmunta III, by ten wyrzekł się swych praw do korony. Z powodu nieugiętej postawy Zygmunta jedynym środkiem pozostawała wojna. Pierwsza próba w latach 1617–1618 wykazała, że armia szwedzka, pomimo dotychczasowych reform jeszcze w poważnym stopniu ustępuje wojskom Rzeczypospolitej, która mimo intensywnych walk prowadzonych na innych frontach, stosunkowo niewielkimi siłami zdołała odeprzeć szwedzki atak. Konieczne były dalsze intensywne reformy, za które Gustaw Adolf i Oxenstierna zabrali się z wielką energią. Do niezbędnych reform wojskowych dołączyły też poważne zmiany polityczne, administracyjne, oświatowe, a nawet kościelne.
Reformując armię Gustaw Adolf, który uważał wojska zaciężne za zbyt drogie i jednocześnie niepewne, postanowił w możliwie największym stopniu oprzeć się na żołnierzach pochodzących z poboru. Ze względu na małą liczbę ludności swego państwa nie mógł jednak obyć się bez żołnierzy zaciężnych. System poboru do piechoty zorganizowano z pomocą pastorów, którzy sporządzali listy mężczyzn zarówno stanu chłopskiego jak i mieszczańskiego w wieku od 18 do 60 lat. Z tych list wybierano mężczyzn w wieku od 18 do 40 lat, których dzielono następnie na dziesiątki. Podczas rocznego poboru każda taka dziesiątka miała dostarczyć w pełni uzbrojonego i umundurowanego żołnierza. Piechota z poboru służyła w regimentach terytorialnych noszących swe nazwy od nazwy prowincji, w których je rekrutowano. Jazda, złożona częściowo ze szlachty, a częściowo z zaciężnych ochotników, także została zreformowana.
W piechocie podstawową jednostką stał się po reformach skwadron (szwedzki batalion), w skład którego wchodziło 216 pikinierów i 192 muszkieterów walczących w 3 lub 6 szeregach. Chorągiew została zastąpiona przez nową jednostkę – kompanię. Ponadto zmniejszając kaliber, zmniejszono wagę muszkietu, dzięki czemu wzrosła jego szybkostrzelność. Dodatkowo ten czynnik jeszcze bardziej zwiększyło wprowadzenie ładunku papierowego, co znacząco skróciło czas ładowania broni. Zmniejszono także długość pik. Dla wzmocnienia siły ognia piechoty każdy regiment złożony z dwóch skwadronów otrzymał lekkie działka, zwane regimentowymi. Liczba przydzielonych działek wynosiła po dwa na każdy skwadron (później po trzy). Wojska szkolono również w budowaniu umocnień polowych, w dużej mierze wzorowanych na stosowanych przez wojska polskie. Piechota zapożyczyła taktykę linearną od Holendrów, natomiast taktykę głęboko uszykowanych batalionów od Hiszpanów, co sprawiło, że taktyka szwedzkiej piechoty stała się bardziej elastyczna.
Główną jednak cechą wojsk Rzeczypospolitej, którą Gustaw Adolf starał się zaszczepić swym wojskom była taktyka jazdy polskiej. Odtąd jazda szwedzka nie stosowała już karakolu, lecz tylko szarżę i walkę na małą odległość z użyciem pistoletów i rapierów. Dodatkowo jazda szwedzka wzmacniana była oddziałami muszkieterów, które stojąc między oddziałami jazdy wspomagały ją swym ogniem. W artylerii król Szwecji przeprowadził ujednolicenie kalibrów dział i ładunków. 
Po zakończonych reformach armia szwedzka uzyskała dużą ruchliwość popartą wielką siłą ognia i potężną mocą przełamującą. Najbliższe zwycięskie walki z armią Rzeczypospolitej, która w tym okresie należała do najlepszych na świecie, miały potwierdzić trafność przeprowadzonych reform. Ale największą sławą armia szwedzka okryła się podczas wojny trzydziestoletniej. Dysponując teraz tak sprawną armią Gustaw Adolf postanowił wykorzystać kłopoty polsko-litewskie w stosunkach z Turcją i zaatakować.

## Pierwszy etap wojny (1621–1622)

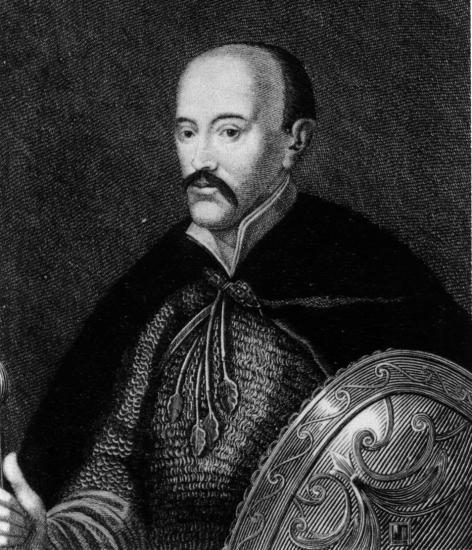
Aleksander Korwin Gosiewski

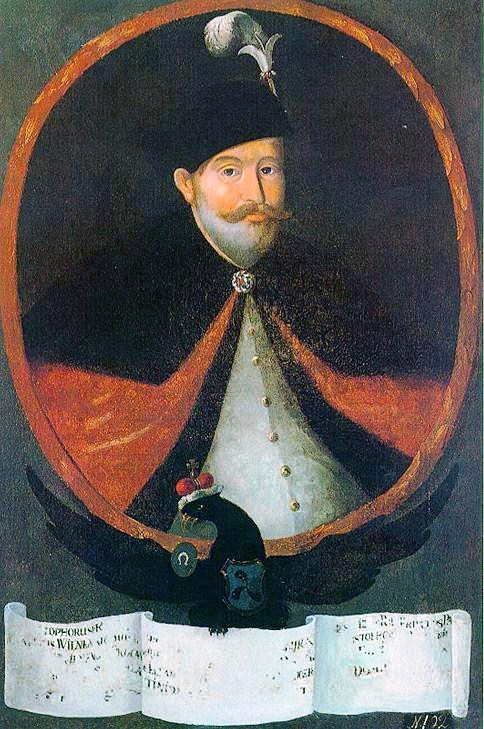
Krzysztof II Radziwiłł

W czasie gdy wojska litewskie i koronne gromadziły się na południu, by odeprzeć atak turecki, w dniu 19 sierpnia 1621 roku w okolicach Parnawy wylądowała armia szwedzka w sile 15 350 piechoty, 2 500 jazdy i 60 dział (plus 375 dział na okrętach). Po skoncentrowaniu swych sił król Szwecji Gustaw Adolf ruszył na Rygę i obległ ją 21 sierpnia. Rygi bronił garnizon liczący 325 żołnierzy, posłanych przez Radziwiłła, ponadto 1250 uzbrojonych mieszczan, 650 łotewskich chłopów i 50 osób kierujących obsługą dział. Do tego należy jeszcze dodać 4 małe galery z floty rzecznej i bliżej nieokreśloną liczbę dział(zapewne co najmniej 50 zważywszy na wielkość obsługi). Hetman polny litewski Krzysztof II Radziwiłł, który miał tylko 1 520 żołnierzy nie był w stanie pójść miastu na odsiecz. Po miesięcznym oblężeniu i odparciu trzech szturmów Ryga skapitulowała 25 września (czyli nazajutrz po śmierci zwycięzcy spod Kircholmu Jana Karola Chodkiewicza). Tak szybka kapitulacja Rygi była dla Radziwiłła szokiem. Leżący niedaleko Dyjament, którego broniła tylko jedna kompania piechoty, poddał się 2 października. Następnie wojska szwedzkie, maszerujące przez lasy i błota z obawy przed litewską jazdą (na takich terenach trudno przeprowadza się szarżę), wkroczyły do Kurlandii. Stolica księstwa Mitawa padła bez oporu. Próba opanowania przez Szwedów Kokenhuzy nie powiodła się, gdyż wysłany w jej kierunku silny podjazd został rozbity przez wojska Aleksandra Gosiewskiego.
Na początku stycznia 1622 roku Szwedzi opanowali Wolmar, a także liczne mniejsze zamki inflanckie. Po tym ostatnim sukcesie rozłożyli się na leże zimowe. W tym czasie liczebność wojsk Radziwiłła wzrosła do 3000 żołnierzy, dzięki czemu hetman mógł zablokować wiele garnizonów szwedzkich, co przyczyniło się u Szwedów do poważnych strat z powodu chorób i głodu. Już 7 stycznia Radziwiłł odzyskał miasto Mitawę, jednak z powodu braku artylerii nie mógł zdobyć bronionego zacięcie zamku. Blokowana przez miesiące załoga skapitulowała 6 lipca z powodu głodu. Główne siły Gustawa Adolfa przybyły z odsieczą blisko pół miesiąca po kapitulacji, gdy wojska litewskie okopały się już wokół miasta. Doszło do długotrwałych walk pozycyjnych (bitwa pod Mitawą), które mimo znacznej przewagi liczebnej Szwedów nie przyniosły rozstrzygnięcia. W czasie tych walk pierwszy raz w dziejach doszło do sytuacji, że ogień piechoty i artylerii szwedzkiej zdołał odeprzeć atak husarii (w sile kilku chorągwi). Obie strony zgodziły się 10 sierpnia 1622 roku na zawieszenie broni, w 1623 roku przekształcone w rozejm obowiązujący do marca 1625 roku. Podczas prowadzonych rozmów przedstawiciele króla Szwecji zaproponowali Litwinom unię ze Szwecją.

## Przerwa w działaniach wojennych

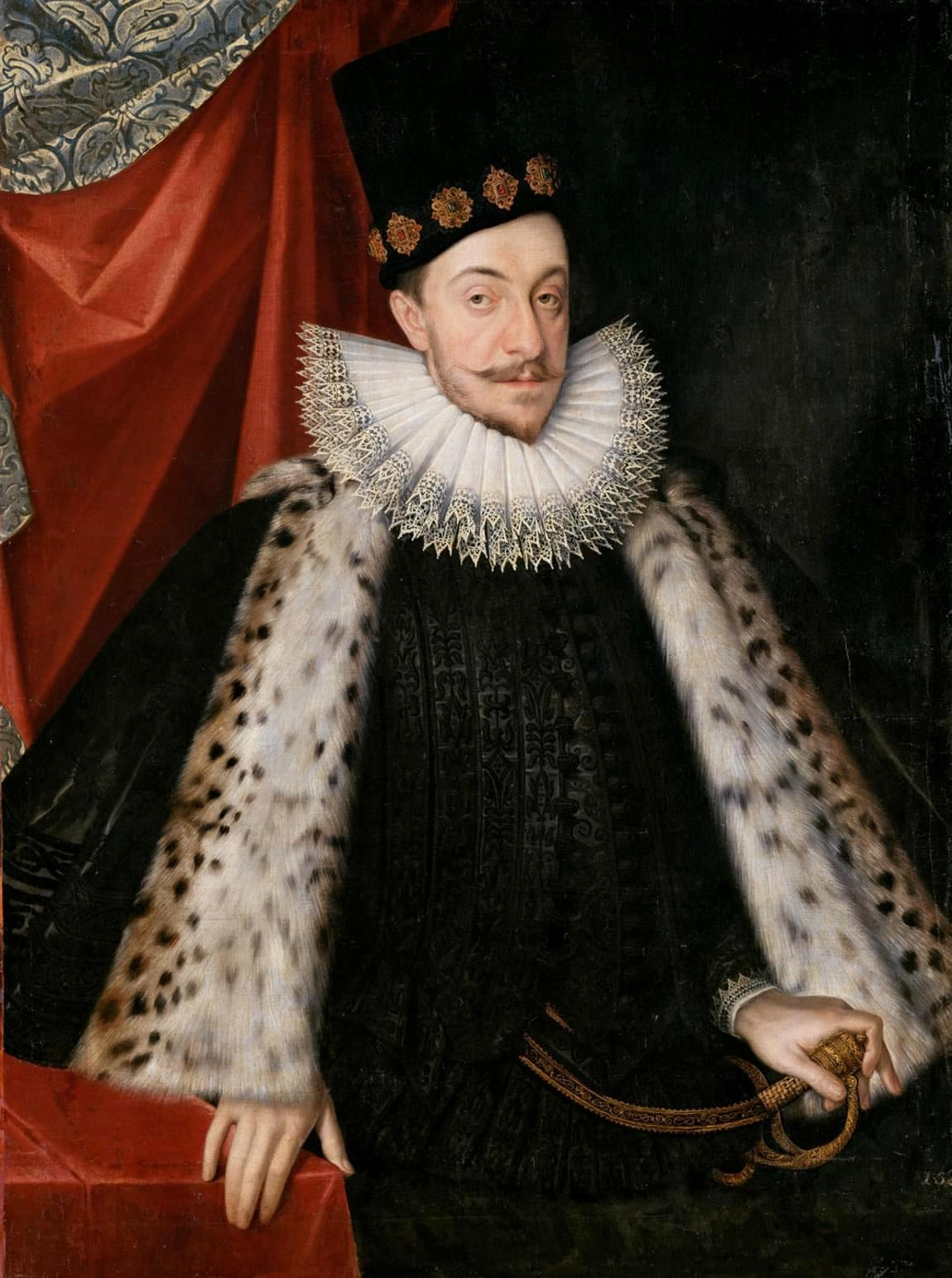
Zygmunt III Waza

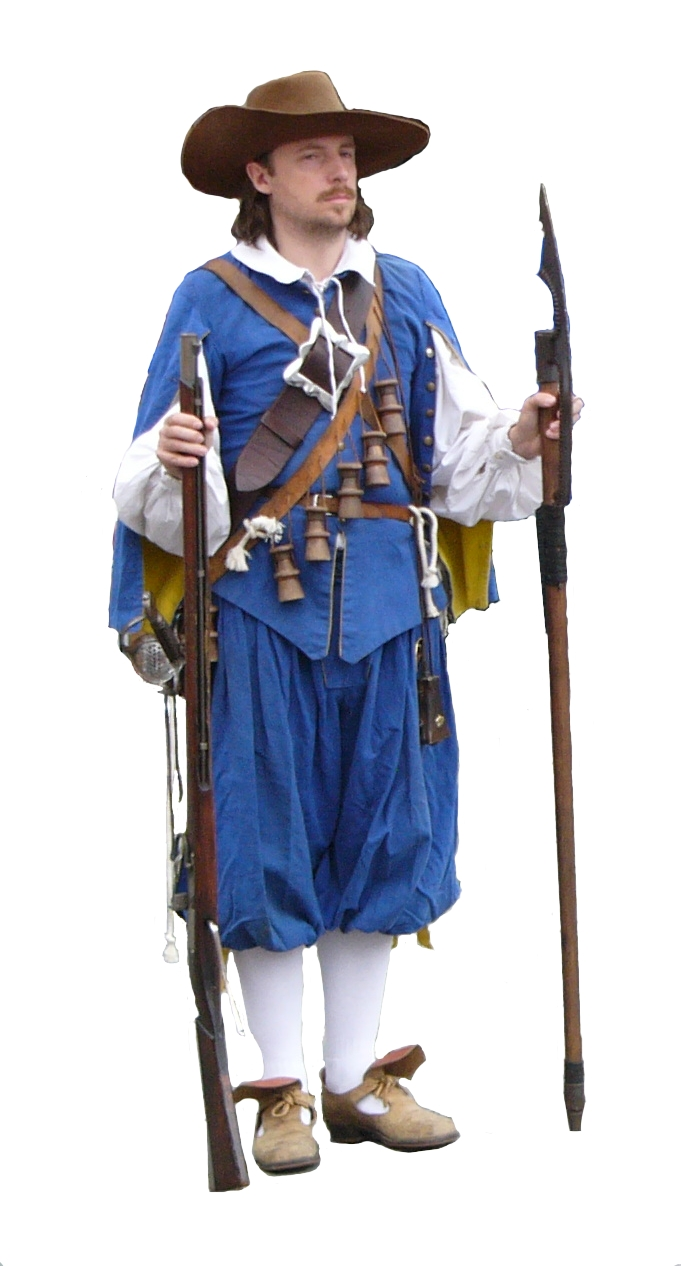
Szwedzki muszkieter z berdyszem z regimentu Altblau sformowanego w Inflantach w 1624

Przyczyną rozejmu były problemy finansowe Szwedów, którzy na kampanię wojenną w latach 1621–1622 wydali 1 397 tys. talarów przy dochodach skarbu wynoszących 520 tys. talarów. Konieczność spłacenia ogromnych długów zmusiła Szwecję do przerwania działań wojennych. Ponieważ po odparciu najazdu tureckiego Rzeczpospolita dysponowała w tym momencie potężną armią, zawarty przez Litwinów rozejm oburzył króla Zygmunta III, który zamierzał przerzucić wszystkie siły z południa, a ponadto liczył, że flota hiszpańska pomoże przewieźć jego wojska na teren Szwecji, gdzie od dawna prowadził energiczną kampanię propagandową wymierzoną w obecnie panującego króla Gustawa Adolfa. Innego zdania była szlachta, która pragnęła, by król zgodził się na warunki Gustawa Adolfa i w zamian za Inflanty i trwały pokój zrzekł się swych praw do sztokholmskiego tronu. Wbrew silnej opozycji, na czele której stali pragnący trwałego pokoju ze Szwecją hetman polny litewski Krzysztof Radziwiłł i koniuszy koronny Krzysztof Zbaraski, król Zygmunt III prowadził działania dyplomatyczne, których celem miało być przygotowanie przy pomocy państw rządzonych przez Habsburgów lądowania wojsk polskich w Szwecji. Hetman litewski z własnego doświadczenia zwrócił uwagę na wysoką wartość bojową zreformowanej armii szwedzkiej, która w tym momencie jest już w stanie nawiązać równorzędną walkę z wojskami Rzeczypospolitej. Uważał, że jeśli król chce kontynuować wojnę ze Szwedami, musi głęboko zreformować armię, zwiększając liczbę piechoty i artylerii oraz organizując specjalne oddziały saperskie wyszkolone w budowaniu fortyfikacji polowych. Ponadto za szczególnie istotny warunek zwycięstwa w tej wojnie uznał stworzenie silnej floty wojennej.
Zygmunt III zabrał się do budowy floty, która do spółki z Hiszpanami miała przeprowadzić desant w Szwecji. Organizowaniem tej floty od roku 1623 zajmował się starosta pucki Jan Jakub Wejher, a koszty ponosił król z własnej kiesy. Organizacja floty królewskiej z miejsca natrafiła na przeszkody, gdyż Gdańsk pod naciskiem Szwedów sprzeciwił się budowaniu i stacjonowaniu okrętów króla w swoim porcie. Konieczne okazało się zorganizowanie bazy i stoczni w pobliskim Pucku. W latach 1624–1626 wybudowano tu 7 średniej klasy okrętów trójmasztowych o tonażu 200–400 ton. Załogi najmowano spośród kaszubskich rybaków, natomiast piechotę morską sformowano z zaciężnych Anglików, których najęto jeszcze w roku 1621. Największym okrętem nowej floty był galeon „Król Dawid”.

## Drugi etap wojny (1625–1626)

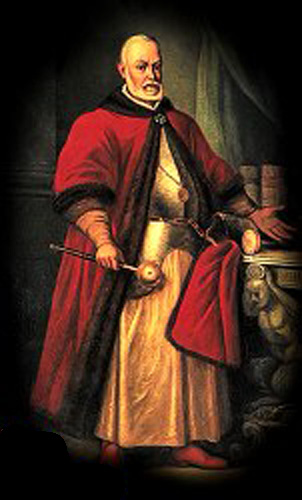
Hetman wielki litewski Lew Sapieha

Jeszcze przed końcem rozejmu Gustaw Adolf prowadził rozmowy z Rosją i Turcją o wspólnym działaniu przeciw Rzeczypospolitej, prowadził nawet agitację wśród Kozaków zaporoskich, zachęcając ich do wypraw czarnomorskich mogących sprowokować konflikt polsko-turecki. Gdy wygasł rozejm Gustaw Adolf wylądował 27 czerwca 1625 roku w Inflantach wraz z silną 20-tysięczną armią. Główny korpus z królem na czele w sile 7 500 piechoty i 1 500 jazdy pomaszerował w górę Dźwiny i po trwającym 16 dni oblężeniu zdobył Kokenhuzę. Dorpat zdobyty został 27 sierpnia, a wkrótce potem Mitawa. Następnie Szwedzi wkroczyli na Litwę i 7 września zdobyli Birże, opanowując całą linię Dźwiny. Tym sposobem znajdujące się w Inflantach załogi litewskie odcięte zostały od kraju. Złupione Birże dały Szwedom nie tylko liczne łupy, ale ponadto 60 dział z birżańskiego zamku. Bowsk Szwedzi wzięli szturmem 27 września.
Zarówno sam atak, jak i błyskawiczne sukcesy, zaskoczyły władze Rzeczypospolitej. Dodatkową przeszkodą był konflikt między hetmanami litewskimi – Krzysztofem Radziwiłłem i Lwem Sapiehą. Skutek był taki, że wojska obu dowódców, choć i tak zbyt małe, działały oddzielnie. W październiku Radziwiłł odzyskał kilka zamków, a hetman wielki litewski Lew Sapieha odparł szwedzki atak na Dyneburg. Następnie hetman polny skoncentrował się na obronie Kurlandii wysyłając jednocześnie pułkownika Wincentego Gosiewskiego, by ten prowadził wojnę podjazdową w Inflantach. Natomiast siły hetmana wielkiego, którymi dowodził hetmański syn Jan Stanisław Sapieha, założyły obóz pod Walmojzą leżącą w połowie drogi między Kokenhuzą a Bowskiem. Gustaw Adolf postanowił wykorzystać podział wojsk litewskich i rozbić największe z nieprzyjacielskich ugrupowań. W tym celu król Szwecji zebrał swe wojska 13 stycznia 1626 roku w Berzonie, po czym ruszył przez Kokenhuzę do Walmojzy, gdzie 17 stycznia w bitwie pod Walmojzą armia szwedzka pierwszy raz w historii wygrała w otwartym polu z wojskami Rzeczypospolitej.
Po nieudanej próbie stoczenia bitwy w okolicach Bowska dowództwo litewskie zrezygnowało z działań zaczepnych, ograniczając się do wojny podjazdowej. Szwedzi także ograniczali się jedynie do obrony zdobytego terytorium. W rękach Rzeczypospolitej pozostawał już tylko niewielki skrawek w południowo-wschodnich Inflantach, który w przyszłości nazwano Inflantami Polskimi.
Gustaw Adolf, umocniwszy się w Inflantach, postanowił przenieść wojnę na teren Pomorza i Prus Książęcych. Walki w Inflantach straciły na znaczeniu i ostatecznie Szwecja zawarła z Litwą rozejm obowiązujący do 15 czerwca 1626 roku.